# ماريون والاس دنلوب
ماريون والاس دنلوب (22 ديسمبر 1864- 12 سبتمبر 1942) فنانة إسكتلندية ومؤلفة ورسامة توضيحية لكتب الأطفال، وناشطة في مجال الدفاع عن حق المرأة في الاقتراع، إذ كانت واحدة من أوائل وأشهر الناشطين البريطانيين في هذا المجال، ممن أضربوا عن الطعام في 5 يوليو في عام 1909، وذلك بعد اعتقالها في ذلك الشهر من العام ذاته بتهمة النضال. وقالت إنها لن تتناول أي طعام ما لم تُعامل كسجينة سياسية بدلًا من معاملتها على أنها مذنبة عادية. ألهم أسلوب الاحتجاج الذي اتبعته والاس دنلوب عديدًا من نشطاء آخرين، بعد أن لجأت هي وغيرها من الزعماء، أمثال مهاتما غاندي وجيمس كونولي، إلى الإضراب عن الطعام احتجاجًا على الحكم البريطاني. انخرطت والاس في قلب الاتحاد الاجتماعي والسياسي للمرأة ونظّمت بعضًا من أكثر المظاهرات تأثيرًا ضمن حملة حق النساء في الاقتراع في المملكة المتحدة، إضافة إلى تصميم لافتات لهذه الحملات.

## سيرة حياتها
ولدت والاس دنلوب في ليز كاسل، إنفرنيس، اسكتلندا، في 22 ديسمبر من عام 1864، وهي ابنة روبرت هنري والاس دنلوب من زوجته الثانية لوسي والاس دنلوب (الاسم عند الميلاد دوسون؛ 1914-1836). على الرغم من الاعتقاد الشائع بأن والاس درست في مدرسة سلايد للفنون الجميلة في لندن، إلا أنه لا يوجد سجل رسمي يثبت التحاقها بالمدرسة هناك. عُرضت لوحاتها في الأكاديمية الملكية للفنون في الأعوام 1903 و1905 و1906. وفي عام 1908، نفذت والاس رسومات لمخلوقات خرافية كالجنيات والجان وأطفال على هيئة ورود وحديقة الفاكهة السحرية بأسلوب الفن الجديد.
كانت والاس دنلوب نباتية وانضمت إلى الجمعية الثيوصوفية في عام 1911 واستقالت في عام 1913.

## الدفاع عن حق المرأة في الاقتراع
أصبحت والاس دنلوب عضوًا نشًطا في الاتحاد الاجتماعي والسياسي للمرأة، واعتُقلت لأول مرة في عام 1908، بتهمة إثارة العرقلة ضمن مجلس العموم مع آخرين من أمثال أدا فلاتمان. اعتُقلت مرة أخرى في العام ذاته لقيادتها مجموعة من النساء في تظاهرة. ألقي القبض عليها للمرة الثالثة في يونيو من عام 1909، وكانت التهمة هذه المرة، قيامها بخط فقرة من وثيقة الحقوق لعام 1689 على حائط مجلس العموم، وتنص تلك الفقرة على ما يلي: «من حق الشخص أن يقدم التماسًا إلى الملك، أما جميع الالتزامات والملاحقات المترتبة على هذا الالتماس فهي غير قانونية». عند إلقاء القبض عليها بسبب هذه الجنحة في 2 يوليو من عام 1909، بدأت حينها إضرابها الأول عن الطعام.
الإضرابات عن الطعام
لم يكن هناك أي إشارة إلى أن شخصًا ما قد نصح أو اقترح على والاس دنلوب، أن تبدأ إضرابًا عن الطعام، وكل المؤشرات تدل على أنها كانت فكرتها. ومع ذلك وبعد وقت قصير من انتشار الخبر، أصبح الإضراب عن الطعام ممارسة معتادة لدى الناشطين المدافعين عن حق المرأة في الاقتراع. ذكرت كريستابيل بينكورست في وقت لاحق: «أن الآنسة والاس دنلوب لم تستشر أحدًا وتصرفت بالكامل بمبادرةٍ منها، فقد رفعت طلبًا إلى وزير داخلية المملكة المتحدة، السيد جلادستون، بمجرد دخولها إلى سجن هولواي، كي توضع في القسم الأول المخصص لاحتجاز أصحاب المخالفات السياسية. وأعلنت أنها لن تتناول الطعام حتى تُمنح هذا الحق». أشارت السيدة بيثيك- لورانس إلى أن والاس دنلوب قد وجدت «طريقة جديدة للإصرار على الوضع اللائق للسجناء السياسيين، وامتلكت كل من الحيلة والطاقة لمواجهة الصعوبات التي يلقاها الناشط الحقيقي في سبيل دفاعه عن حق المرأة في الاقتراع».